# David Vincent
David Justin Vincent (nacido el 22 de abril de 1965) es un músico estadounidense conocido por ser el vocalista y bajista de la banda de death metal Morbid Angel, siendo también el bajista de Genitorturers. Él cita a la banda de Alice Cooper, y más específicamente a Dennis Dunaway, quién lo inspiró a tocar. 
Dave es originario de Charlotte, Carolina del Norte, donde habría sido el primer encuentro con Morbid Angel.
Dejó Morbid Angel después del álbum Domination de 1995, para unirse a Genitorturers, la banda de industrial metal de su esposa. La primera contribución de Dave en la banda fue de voz secundaria en la canción "House of Shame", del álbum debut 120 Days of Genitorture. David retomó Morbid Angel en 2004.
Dave también tocó el bajo en el álbum World Downfall, de la banda de grindcore Terrorizer, con los miembros originales Pete Sandoval (también de Morbid Angel) y Jesse Pintado.
Él toca su propio estilo de bajo de Dean Guitars, "Demonator".
Contribuyó en la canción "Blood Fire War Hate" de Soulfly, del álbum de 2008 Conquer.
Actualmente vive en su mansión en Orlando, Florida.

## Discografía

### Morbid Angel(1986-1996, 2004-2015)
- Altars of Madness (1989)
- Blessed are the Sick (1991)
- Covenant (1993)
- Domination (1995)
- Entangled in Chaos (1996)
- Illud Divinum Insanus (2011)

### Genitorturers(1995-2010)
- 120 Days of Genitorture (1993)
- Sin City (1998)
- Flesh is the Law (EP) (2002)
- Blackheart Revolution (2009)

## Como invitado

### Terrorizer
- World Downfall (1989) (bajista)
- Hordes of Zombies (2012) (bajista)

### Acheron
- Those Who Have Risen (1998) (vocalista adicional)

### Karl Sanders
- Saurian Meditation (2004) (narración en The Forbidden Path Across the Chasm of Self-Realization)

### Soulfly
- Conquer (2008) (vocalista en Blood Fire War Hate)

### Chaostar
- Anonima (2013) (vocalista en Medea)

### Thomsen
- Unbroken (2014) (se desconoce)

### Nuclear Chaos
- Ruins of the Future (EP) (2015) (vocalista en Suffocate)

### Melted Space
- The Great Lie (2015) (vocalista en No Need To Fear, Terrible Fight y Lost Souls from the Other Side)

### Green Dead
- Manufacturing Evil (2015) (vocalista en Gates to Hell)

- Datos: Q569122
- Multimedia: David Vincent (musician) / Q569122